# Eduard Ziaziulin
Eduard Ziaziulin (en bielorruso: Эдуард Зязюлін; Maguilov, 29 de octubre de 1998) es un deportista bielorruso que compite en halterofilia. Ganó una medalla de bronce en el Campeonato Europeo de Halterofilia de 2024, en la categoría de +109 kg.

## Palmarés internacional
| Campeonato Europeo | Campeonato Europeo | Campeonato Europeo | Campeonato Europeo |
| Año                | Lugar              | Medalla            | Categoría          |
| ------------------ | ------------------ | ------------------ | ------------------ |
| 2024               | Sofía (Bulgaria)   | Medalla de bronce  | +109 kg            |